# Victor Emmanuel I al Sardiniei
Victor Emmanuel I (n. 24 iulie 1759, Torino, Regatul Sardiniei – d. 10 ianuarie 1824, Moncalieri, Piemont, Italia) a fost Duce de Savoia și Rege al Sardiniei din 1802 până în 1821.